# Kanton Guérande
Guérande is een kanton van het Franse departement Loire-Atlantique. Het kanton maakt deel uit van het arrondissement Saint-Nazaire.

## Gemeenten
Het kanton Guérande omvatte tot 2014 de volgende 6 gemeenten:
- Guérande (hoofdplaats)
- Mesquer
- Piriac-sur-Mer
- Saint-André-des-Eaux
- Saint-Molf
- La Turballe

Na de herindeling van de kantons bij decreet van 25 februari 2014, met uitwerking op 22 maart 2015, omvat het kanton volgende 10 gemeenten:
- Assérac
- La Chapelle-des-Marais
- Guérande
- Herbignac
- Mesquer
- Piriac-sur-Mer
- Saint-Joachim
- Saint-Lyphard
- Saint-Molf
- La Turballe